# 第7號交響曲 (貝多芬)
《A大调第七交响曲》，作品92，是路德维希·范·贝多芬于1812年创作的四乐章交响曲，被理查德·瓦格纳誉为“舞蹈的神化”（The Apotheosis of Dance），被李斯特誉为“節奏的神化”。其第二乐章多被用于影视作品中（包括、《X戰警：天啟》、《来自地球的人》等），因而广为人知。

## 创作历程
贝多芬对该作品的构思起于1809年。1811年，在波希米亚的温泉小城特普利采疗养时，贝多芬创作了该作品。翌年夏，作品完成，并题献给弗里斯伯爵。

### 首演
1813年12月8日，维也纳举行了资助在哈瑙战役中受伤士兵的慈善音乐会。该作品即在此音乐会上首演，同时还有应景之作《威灵顿的胜利》。乐队包括许多当时最伟大的音乐家：施波尔、胡梅尔、萨列里、梅耶貝尔，以及低音提琴大师德拉戈内蒂。据说意大利的吉他大师朱里亚尼在首演时演奏了大提琴。指挥由贝多芬亲自担当，每当有突强时，贝多芬都会“剧烈地摇动胳膊”，甚至在进入强奏部分时“跳到空中”。
首演时该作品大受好评；第二乐章当场作为安可重复。

## 分析

### 編制
该交响曲采用双管制，所需乐队规模较小。其中沒有使用長號。

|  | 木管乐器 长笛：2 双簧管：2 A调单簧管：2 巴松管：2 | 铜管乐器 A调圆号：2 D调小号：2 | 定音鼓 | 弦乐器 第一小提琴 第二小提琴 中提琴 大提琴 低音提琴 |

依照工具書《管弦樂作品手冊》指示，上述之配器可簡記為"2 2 2 2—2 2 0 0—tmp—str"。

### 结构
该交响曲有四个乐章：
1. 持續的—甚快板（Poco sostenuto – vivace）
2. 稍快板（Allegretto）
3. 急板—甚慢的急板（Presto – Assai meno presto）
4. 有活力的快板（Allegro con brio）

全长约35至40分钟。
第一乐章
首樂章，開始是慢速的引子（就像贝多芬的第一、第二、第四交響曲一般），以乐队齐奏和弦起头，双簧管奏出平和的旋律，然后是一长串上行音阶组成的庄严乐段。引子结束于属调E音上，并由木管乐器的吹奏作为揭示节奏动机的桥梁，进入快板部分。

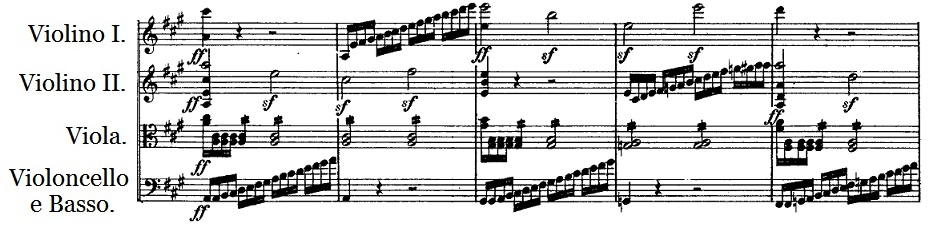
首乐章的引子，弦乐部分上行音阶

之後進入了奏鳴曲的形式，以及跳舞般的輕快節奏。该乐章有着民众欢庆的性格，还包含富有特色的固定节奏和淳厚的和声。以E音为根音的和弦，前后共出现了不下六十次。发展部是同类作品中的典范，各主题进行了奇妙的变化。结尾处有低音提琴在低音区反复演奏半音的乐段，属贝多芬的独创。
第二乐章

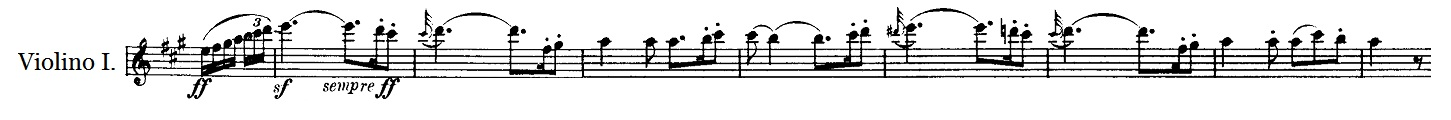
首乐章主题，第一小提琴部分

第二樂章，a小調，慢樂章，雖然速度標式是小快板（Allegretto）（可說成快一點點）但跟其它三樂章比較起來是算慢的。此樂章是非常受歡迎的，且在首演時被要求再演一次。就跟第一樂章一樣，節奏以及旋律是很重要的特徵。四分音符、兩個八分音符和兩個四分音符的固定节奏型一再出現。第一主题重复了四次（一次比一次强），第二主题方渐渐显露。在该乐章中，贝多芬运用了复调的手法，将几个动机用三声赋格段结合在一起。该乐章优美、哀而不伤，固定节奏时常有八度的跳跃，造出色彩上的变化。结尾是一个没有得到解决的和弦，有着梦境般的气氛。
第三乐章

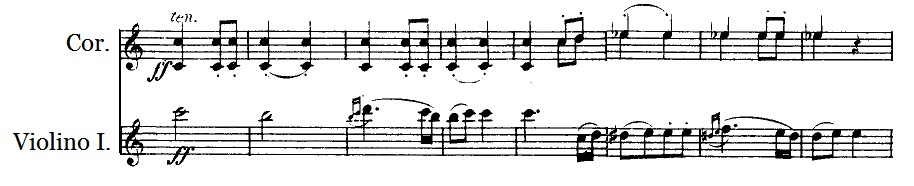
第二乐章主题

第三樂章，F大调，谐谑曲与三声中部。在此，根據奧地利朝聖者的讚美詩所做的三重奏被反覆了一次。這種三重奏ABA形式擴充到ABABA的方式，在這個時期相當常見於貝多芬的其它作品中，例如他的《第四交響曲》以及《第八弦乐四重奏》。该乐章的旋律来源于奥地利的民间音乐。贝多芬在这里用了不符合常规的调性转移，从F大调直接进入了A大调。三声中部中，小提琴占主导地位，单簧管和双簧管分别演奏一个明亮的、乡土味的旋律。圆号在此处有一个由主旋律衍生出的乐句。节奏上的不稳定也给听众带来耳目一新的感受。
第四乐章
末樂章，奏鳴曲式。托维在他的《音乐分析论文集》（Essays in Musical Analysis）裡說到，這個樂章是「酒神的忿怒」。该乐章的尾声含有贝多芬作品中少见的fff（特特强）标记。

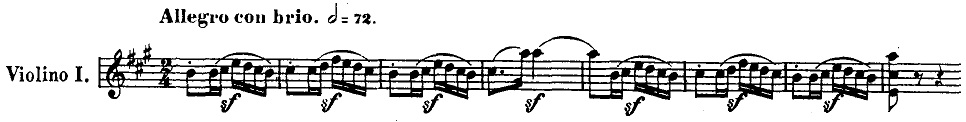
末乐章主题，第一小提琴部分

该乐章高亢、充沛，有欢腾的气氛。其第二主题有着匈牙利舞曲的特征。弦乐部分的震音和出乎意料的休止都加重了快乐的意象。贝多芬在该乐章中，还用了极其先锋的七度和弦，并依然保持了稳定的效果。期间调性变化极具戏剧性；尾声则响亮、光彩逼人。柴可夫斯基对该乐章评价道：
|  | 一整套绮想的图画，充溢着不羁的欢乐、生命所带来的福祉和愉悦的感受。 |

## 评价与解读
此作品因節奏動機的使用而著名。同時在調性的使用上也很微妙，為了使張力明顯而使用了A大調、C大調以及F大調。第二樂章是使用A小調並穿插A大調，以及谐谑曲是使用F大調。
对于这部作品所表现的内容，也有不同的看法，包括“乡村的婚礼”、“骑士生涯”、“假面舞会”、“《田园》的续集”等。
该作品在首演时大获成功，之后的十星期中，该作品甚至被重演三次；听众掌声雷动，情绪高亢。这部作品同样有着贝多芬式的规模和情感，但不像《第三交响曲“英雄”》那样较难理解。其第一乐章的自信、第二乐章的美丽、第三乐章的急切、第四乐章的充沛，都使听众印象深刻。贝多芬欣喜地称之为“我可怜的才华所造出的最欢乐的作品”。

后世的评论家也对该作品作出了很高的评价，并从中得到了灵感。一位作者写道：“末乐章一丝不停的步调横扫整个乐队，使音乐厅在这一完美的交响曲所创造出的纯粹的欢乐中沸腾。”作曲家、评论家霍普金斯评价道“这部交响曲给了我们真正的鼓舞，音符仿佛都要飞出纸页，让我们沉浸在这充满灵感的作品中。”最有名的评价也许来自理查·瓦格纳，他将该作品活跃的节奏称为“舞蹈的升华”。柏辽兹在对贝多芬交响曲的分析论文中称：
|  | 该交响曲的美，是不能用吵闹的叫好声来评价的。 |

但并非所有人都欣赏这部作品。韦伯认为第一乐章中低音提琴的半音旋律非常难以接受，并称贝多芬“确实是该进疯人院了”。同样，20世纪指挥家汤玛斯·比彻姆也说“就像一群牦牛在跳来跳去”。

## 衍生作品
- 費城交響樂團知曉現任或退任團員死亡時，會在團練時播放第二樂章。
- 1821年后，在巴黎演出贝多芬的《第二交响曲》时，常会同时演出该作品的第二乐章，甚至用来替代前者的慢板。[5]
- 英國跨界女歌手莎拉·布萊曼於2000年推出的專輯《月光女神》（La Luna），其中一首〈迷失的孩子〉（Figlio Perduto）以第二樂章填歌詞，歌詞改編自約翰·沃夫岡·馮·歌德的詩作《魔王》（Der Erlkönig）。
- 此曲被作為2006年日本知名電視劇《交響情人夢》中主角千秋真一的首次指揮作。

### 分析著作
- Hopkins, Antony. . London: Heinemann; Seattle: University of Washington Press. 1981. ISBN 978-0-295-95823-1. OCLC 6981522.

### 乐谱
- 貝多芬第7號交響曲：国际乐谱典藏计划上的乐谱

### 录音录影
- 哥伦比亚大学交响乐团演奏全曲
- 卡拉扬指挥的第七交响曲 （页面存档备份，存于）
- 貝多芬第七號交響曲的歷史錄音探索 （页面存档备份，存于）